# Massacro di Bila Cerkva
Il massacro di Bila Cerkva fu l'omicidio di massa degli ebrei commesso dall'Einsatzgruppe nazista con l'aiuto degli ausiliari ucraini, a Bila Cerkva il 21-22 agosto 1941. Quando la popolazione ebrea adulta di Bila Cerkva fu uccisa, diversi funzionari si lamentarono del fatto che circa 90 bambini ebrei furono lasciati in un edificio abbandonato e dovettero essere giustiziati separatamente. I soldati riferirono la questione a quattro cappellani dell'Heer, che a loro volta trasmisero le loro proteste al feldmaresciallo von Reichenau; fu l'unico episodio durante la seconda guerra mondiale dove i cappellani della Wehrmacht tentarono di impedire un massacro delle Einsatzgruppen, purtroppo senza successo, l'ordine verbale di Paul Blobel fu diretto e decisivo.

## Descrizione
Nell'agosto 1941, il generale Walther von Reichenau, comandante della 6ª armata tedesca, ordinò ai suoi uomini di assistere gli Einsatzgruppen e i loro ausiliari ucraini nell'uccisione degli ebrei di Bila Cerkva. Nel corso dei giorni successivi, fu fucilata l'intera popolazione ebraica adulta del luogo: tutto ciò che sopravvisse furono i bambini e alcune donne, lasciati in una scuola in attesa dell'esecuzione.
Diversi soldati furono disturbati dal pianto dei bambini e dei neonati della scuola e chiesero ai loro cappellani cosa fare. I due cappellani addetti alla 295ª divisione di fanteria, il cattolico padre Ernst Tewes e il pastore luterano Gerhard Wilczek, visitarono la scuola: furono sconvolti dalle condizioni dei bambini, spaventati e affamati, tanto che i cappellani chiesero al comandante dell'esercito locale di liberare i bambini, ma questi rifiutò. Tewes in seguito riferì che "si rivelò un convinto antisemita". Insieme ad altri due cappellani della 295ª Divisione, una serie di lettere di protesta furono inviate a persone in posizioni di autorità chiedendo che i bambini di Bila Cerkva fossero risparmiati. I cappellani convinsero il tenente colonnello Helmuth Groscurth a seguire la loro causa. Fu così che ci fu l'ordine di rinvio per il previsto massacro dei bambini.
Nelle aree vicino al fronte, gli Einsatzgruppen furono sotto il comando dell'esercito e così, quando il colonnello Groscurth ordinò di ritardare il massacro, il leader locale dell'Einsatzkommando non ebbe altra scelta che obbedire. Alla fine, lo stesso von Reichnau intervenne e ordinò che le esecuzioni proseguissero. Dopo aver ricevuto la lettera di protesta dai cappellani, Reichenau rispose:
Tewes in seguito ricordò:"Tutti quelli che volevamo salvare sono stati fucilati. A causa della nostra iniziativa è successo solo pochi giorni dopo il previsto". Il SS-Obersturmführer August Häfner, presente ai successivi omicidi del 21 agosto 1941, testimoniò al proprio processo del 1942:
Le proteste a Bila Cerkva furono uniche, fu l'unica occasione durante la guerra in cui i cappellani della Wehrmacht cercarono di impedire un massacro alle Einsatzgruppen.
La storica americana Doris Bergen scrisse che tutti e quattro i cappellani coinvolti nella protesta furono consapevoli del fatto che gli adulti ebrei venissero uccisi e protestarono solo quando furono a conoscenza che i bambini dovessero essere fucilati. Bergen osservò anche la "terribile ironia" di tale gesto di protesta, servito agli obiettivi del genocidio di regime; i soldati, turbati dal pianto dei bambini in attesa della morte, sentivano di aver "affrontato" la questione "facendo qualcosa", vale a dire appellandosi a padre Tewes e Wilczek, e non avendo più alcuna voce in merito.